# جيمس كيم
جيمس كيم (بالإنجليزية: James Kim)‏ هو كاتب أمريكي، ولد في 9 أغسطس 1971، وتوفي في 4 ديسمبر 2006 في مقاطعة جوسيفين في الولايات المتحدة بسبب انخفاض درجة الحرارة.